# Cantón de Oloron-Sainte-Marie-Est
El cantón de Oloron-Sainte-Marie-Est era una división administrativa francesa, situada en el departamento de los Pirineos Atlánticos y la región Aquitania.

## Composición
El cantón de Oloron-Sainte-Marie-Est incluía 17 comunas:
- Bidos
- Buziet
- Cardesse
- Escou
- Escout
- Estos
- Eysus
- Goès
- Herrère
- Ledeuix
- Lurbe-Saint-Christau
- Ogeu-les-Bains
- Oloron-Sainte-Marie (partie)
- Poey-d'Oloron
- Précilhon
- Saucède
- Verdets

## Supresión del cantón de Santa María de Olorón-este
En aplicación del Decreto n.º 2014-248 de 25 de febrero de 2014 el cantón de Santa María de Olorón-Este fue suprimido el 22 de marzo de 2015 y sus diecisiete comunas pasaron a formar parte, doce del nuevo cantón de Santa María de Olorón-2, cuatro de nuevo cantón de Santa María de Olorón-1 y uno del nuevo cantón de Corazón de Bearne.